# ハリウッド・レコード
ハリウッド・レコード（Hollywood Records）は、アメリカの大手レコード会社。1990年1月1日設立。現在はウォルト・ディズニー・カンパニー（ディズニー・プラットフォーム・ディストリビューション）の傘下であり、ディズニー・ミュージック・グループの一員。日本では海外同様、同グループ傘下のウォルト・ディズニー・レコードと共にユニバーサルミュージックがライセンス契約を結んでいる。ラジオ・ディズニーやディズニー・チャンネルに関係するアーティストと多く契約を結ぶほか、マーベル・スタジオ製作映画のサウンドトラックも取り扱っている。

## 所属アーティスト

### ソロ
- BOBI
- ZZ ワード
- アレックス・マックスウェル
- オリヴィア・ホルト
- グレース・ポッター
- サブリナ・カーペンター
- ジョージ・ブランコ
- ジョーダン・フィッシャー
- ショーン・フック
- ゼラ・デイ
- ゼンデイヤ
- ソフィア・カーソン
- コール・プラント
- デミ・ロヴァート
- ベア・ミラー
- マルティナ・ステッセル
- ルーシー・ヘイル

### グループ
- アール・ファイヴ
- イン・リアル・ライフ
- オーシャン・パーク・スタンドオフ
- クイーン（アメリカとカナダ国内のみ）
- ジョイウェイヴ
- ニュー・ホープ・クラブ
- ブレイキング・ベンジャミン
- フォーエバー・イン・ユア・マインド